# Savinja

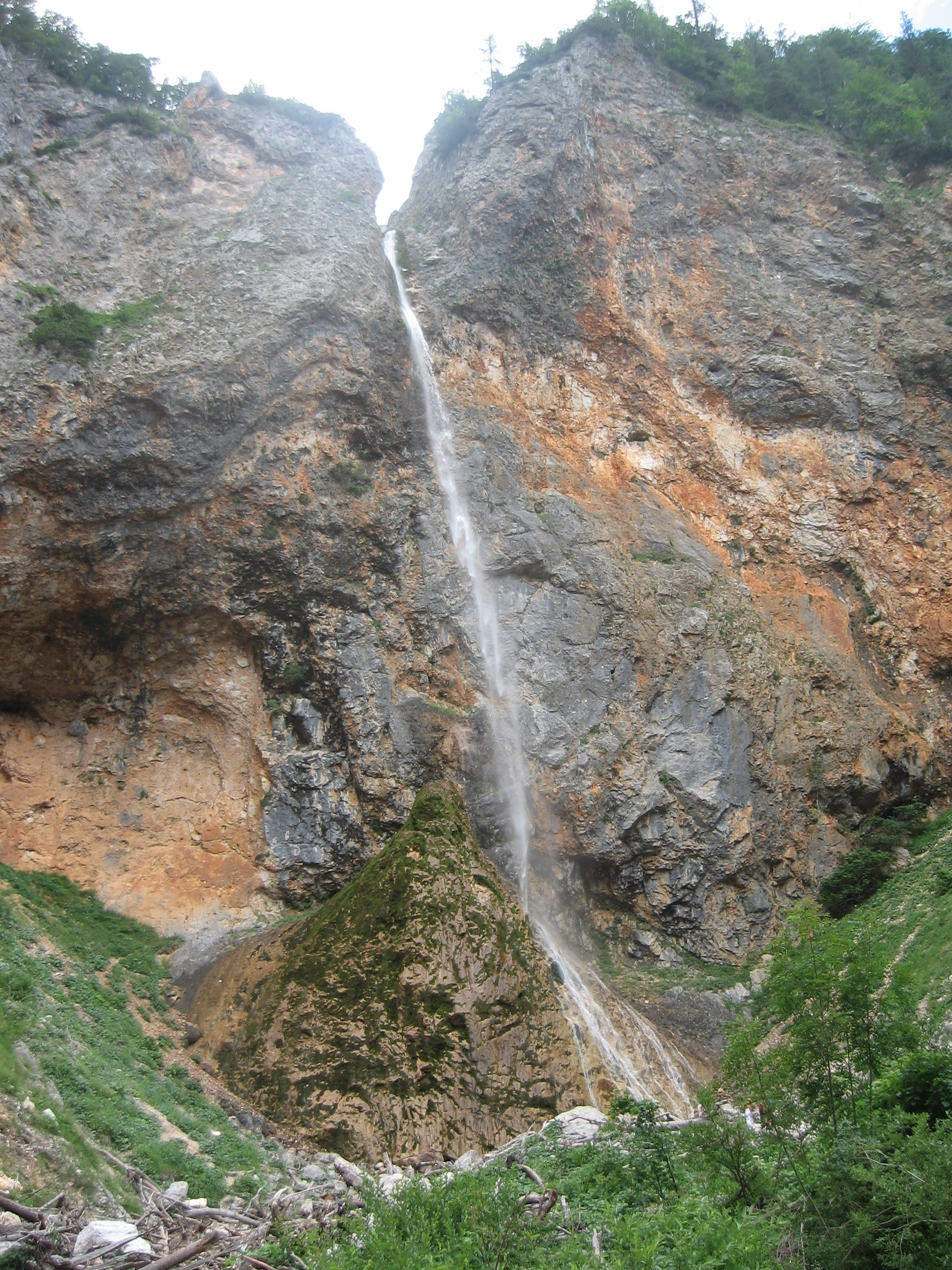
Cascada Rinka, izvorul râului Savinja

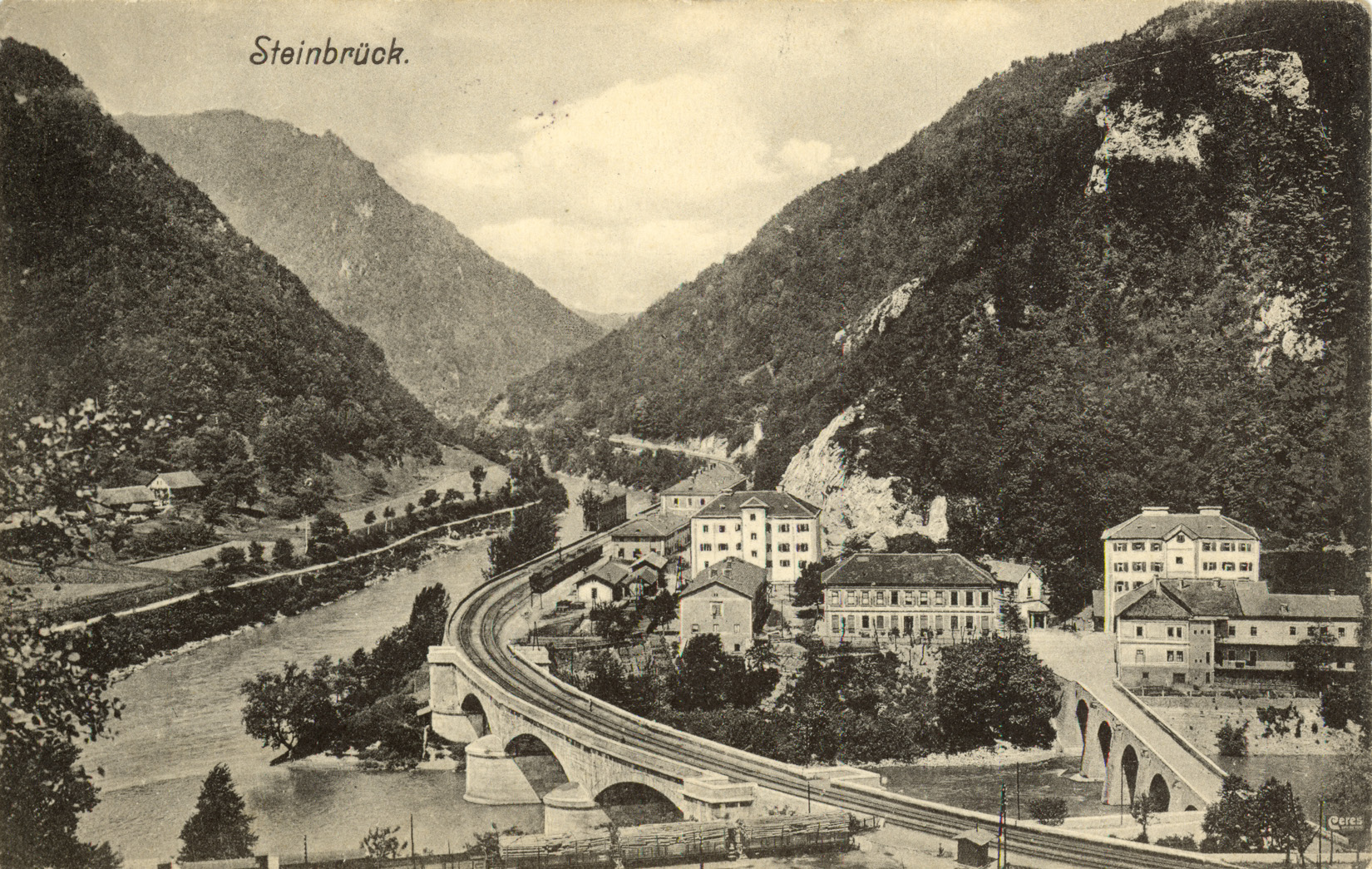
Confluența Savei cu Savinja la Zidani Most, unde Savinja este străbătută de trei poduri. Fotografia a fost făcută în 1914, înainte de construcția noului pod de cale ferată.

Savinja (pronunție [saˈʋìːnja]) este un râu din nord-estul Sloveniei care curge cel mai mult prin Valea Savinja Superioară și Inferioară (în slovenă Zgornja in Spodnja Savinjska dolina) și prin orașele Celje și Laško. Savinja este principalul râu al Alpilor Savinja (în slovenă Savinjske Alpe). Se varsă în râul Sava în zona orașului Zidani Most. Acesta a fost adesea inundat, cum ar fi în anii 1960, 1990 și 1995. Savinja are o lungime de 101,75 de kilometri și un bazin hidrografic de 1.847,7 de kilometri pătrați.

## Izvoare
Pârâul este creat de cascada Rinka, care curge de-a lungul unei albii până la capătul inferior al Văii Logar, unde se varsă în pârâul Jezera, din acest punct devine râul Savinja. Acest izvor a fost proclamat obiect de patrimoniu natural, iar cascada Rinka este una dintre cele mai frumoase și mai cunoscute cascade din Slovenia. Este cea mai înaltă cascadă dintre cele 20 de cascade din Valea Logar și este vizitată pe tot parcursul anului. În timpul iernii, este foarte populară printre alpiniștii pe gheață. Cea mai bună priveliște a cascadei este de la șaua Kamnik (în slovenă Kamniško sedlo).

## Afluenți
Principalii afluenți ai râului Savinja sunt Jušef și Klobaša lângă Solčava, Lučnica la Luče, Ljubnica la Ljubno, Dreta la Nazarje, Paka la Šmartno ob Paki și Ložnica și Voglajna cu Hudinja la Celje.

## Calitatea apei
Calitatea apei este de primă clasă la Radmirje, apoi scade la clasa a doua și după aceea la a treia.

## Hidronim și etimologie
Numele Savinja (atestat în sursele scrise în 980 ca Sovuina) este derivat din *Savьn′a, derivat la rândul său din hidronimul Sava, al cărui afluent este. Numele german Sann a fost atestat ulterior. În dialectul local, râul este cunoscut sub numele de Sá[u̯]ńe . Forma *Savьn′a ar fi trebuit să dea Savnja ca nume actual în limba slovenă, dar a fost remodelată după modelul numelui râului Hudinja. Despre nume  se consideră că, până la urmă, nu este de origine slavă, ci de origine pre-slavă mai veche.
Numele german Sann a fost folosit și în unele surse engleze mai vechi; de exemplu, în cea de-a noua ediție a Encyclopædia Britannica din 1911.
Printre alte nume ale râului se numără:
- fluvius Sana (sec. al IX-lea)[6]
- Souina (980)[6]
- inter fluenta Souuuę et Sounę (1016)[6]
- Seuna (1016)[6]
- Souna (1025, 1028)[6]
- inter fluenta Souuuae et Sounae (1028)[6]
- Sounital (1042)[6]

Zeița romană celtică a râurilor, Adsullata⁠(d), ale cărei altare au fost găsite în zona așezării Sava, a fost mult timp identificată cu Savinja. Savanții moderni au respins totuși această legătură.

## Viața de-a lungul râului
Plutașii din Ljubno au călătorit de-a lungul râului până în anii 1950. În memoria lor, pe malul stâng al râului, în Celje, se află o sculptură din bronz a unui plutaș (Splavar), creată în 1961 de Boris Kalin.